# Браун, Леопольд
Леопо́льд Бра́ун (Мари-Леопольд, Леопольд Мария, англ. Léopold L. S. Braun, 13 августа 1903 — 18 июля 1964) — католический священник из ордена ассумпционистов, настоятель храма св. Людовика Французского в Москве, Апостольский администратор Москвы, фактический глава Католической церкви в СССР в 1936—1945 годах.

## Биография
Леопольд Браун родился в США, окончил Лёвенский католический университет в Бельгии. В 1932 году вступил в конгрегацию августинцев-ассумпционистов и был рукоположён в священники. Преподавал в Колледже Вознесения (Assumption College) в Вустере (США). 1 марта 1934 года был назначен в Москву капелланом посольства США в СССР.
В 1936 году епископ Пий Эжен Невё был выслан из СССР. Браун принял от него полномочия апостольского администратора Москвы и настоятеля единственного функционирующего в Москве католического храма Святого Людовика. Занимал эти посты до 1945 года, служение нёс в тяжёлых условиях постоянного давления со стороны советских властей, которые регулярно устраивали провокации и обыски в храме. Постоянно приходили известия об арестах и расстрелах католических священников и активных прихожан.
Вёл переписку с высланным епископом Невё и Святым Престолом, передавая на Запад информацию о гонениях на религию в СССР. Резко критическое отношение к советской власти со стороны Брауна не устраивало дипломатических представителей США в условиях союзнических отношений между СССР и США в войне против Гитлера. В декабре 1945 года Браун был отозван из СССР.
Леопольд Браун — автор мемуаров «В тени Лубянки», важного свидетельства о жизни сталинской Москвы глазами иностранца. Будучи вхож в дипломатические круги, он приводит в мемуарах много интересной информации о политике СССР и США в предвоенные и военные годы.